# Lauzto šķēpu karaļvalsts
Lauzto šķēpu karaļvalsts è un singolo del cantante lettone Dons, pubblicato l'11 settembre 2023 come secondo estratto dal nono album in studio Laiks.

## Descrizione

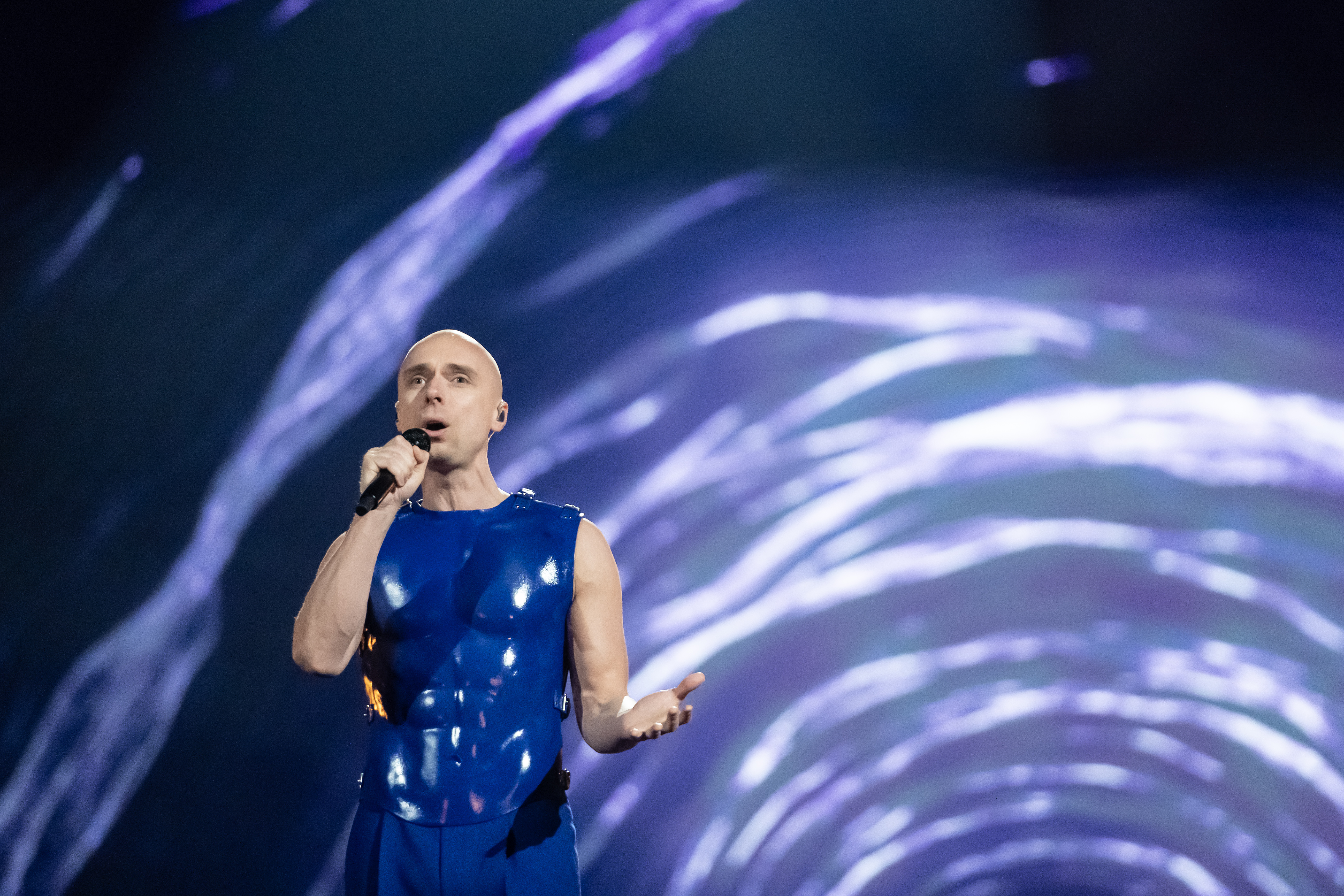
Dons mentre si esibisce sulle note di Hollow durante le prove della seconda semifinale per l'Eurovision Song Contest, 8 maggio 2024

Lauzto šķēpu karaļvalsts è stata scritta interamente dall'artista e composta assieme a Kate Northrop e Liam Geddes; quest'ultimo responsabile con DJ Rudd per averne curato la produzione. Successivamente ne è stata anche registrata una versione in lingua inglese, dal titolo Hollow, scritta a quattro mani dai tre autori in un villaggio in Spagna e riconosciuta col premio Gamma alla hit dell'anno.

## Promozione
Nel gennaio 2024 Hollow è stato annunciato come uno dei quindici partecipanti a Supernova, il programma di selezione lettone per l'annuale Eurovision Song Contest; il brano è riuscito a superare la semifinale del 3 febbraio, e in occasione della finale, il voto combinato di pubblico e giuria lo ha incoronato vincitore e rappresentante nazionale sul palco eurovisivo a Malmö.
Il cantante si è quindi esibito durante la seconda semifinale del 9 maggio, classificandosi al 7° posto su 16 partecipanti e accedendo di conseguenza alla serata finale tenutasi due giorni dopo: era dall'edizione del 2016 che la Lettonia non si qualificava per la finale eurovisiva. Al termine della kermesse musicale Dons si è classificato 16° su 25 paesi partecipanti totalizzando 64 punti.

## Video musicale
Il video musicale, diretto da Toms Harjo, è stato reso disponibile in concomitanza con l'uscita del brano attraverso il canale YouTube dell'artista. È stato candidato per il riconoscimento al miglior video ai Zelta Mikrofons.

## Tracce
Testi di Arturs Šingirejs, musiche di Arturs Šingirejs, Kate Northrop e Liam Geddes.
Download digitale, streaming – 1ª versione
1. Lauzto šķēpu karaļvalsts – 2:51

Download digitale, streaming – 2ª versione
1. Hollow – 2:51

Download digitale, streaming – 3ª versione
1. Hollow (Sped Up) – 2:02
2. Hollow – 2:51
3. Hollow (Instrumental) – 2:51
4. Lauzto šķēpu karaļvalsts – 2:51

Download digitale, streaming – 4ª versione
1. Hollow (Acoustic) (con Mārcis Auziņš) – 2:45

Download digitale, streaming – 5ª versione
1. Hollow (Acoustic) – 2:45

## Formazione
- Dons – voce
- DJ Rudd – produzione
- Liam Geddes – produzione
- Tommi Vainikainen – mastering, missaggio

## Classifiche
| Classifica (2024) | Posizione massima |
| ----------------- | ----------------- |
| Lettonia          | 5                 |
| Lituania          | 48                |